# Siphonicytara occidentalis
Siphonicytara occidentalis is een mosdiertjessoort uit de familie van de Siphonicytaridae. De wetenschappelijke naam van de soort is voor het eerst geldig gepubliceerd in 2001 door Bock & Cook.